# 비로비자너 슈테른
비로비자너 슈테른(이디시어: ביראָבידזשאנער שטערן; 러시아어: Биробиджанер Штерн; "비로비잔의 별")은 유대인 자치주에서 러시아어와 이디시어로 발간되는 신문이다. 1930년 11월에 비로비잔에 슈테른 회사가 설치되면서 생겨났다. 1930년대에는 주 5회 발행되어 4천부를 찍어냈다.
1949년~1952년 사이에는 소련에서 일어난 反유대주의 선풍에 따라 한때 정간(停刊)되기도 했으며, 한때는 소련 유일의 이디시어 대중매체였다. 창간 50주년이 되는 1980년에는 존경징표훈장(«Знак Почёта»)을 수여받았다.
현재 비로비자너 슈테른紙는 유대인 자치주정부가 소유한다. 수요일과 금요일 주 2회씩 5천부 가량이 발행되며, 매주 합산(合算)지면은 32면이다. 2013년 현재, 편집장은 옐레나 I. 사라솁스카야(Елена Ивановна Сарашевская)이다.

## 참조
1. ↑  “Пресса”. 2012년 4월 28일에 원본 문서에서 보존된 문서. 2013년 11월 17일에 확인함.
2. ↑  “Авторы - Издательский дом Биробиджан”. 2012년 5월 7일에 원본 문서에서 보존된 문서. 2012년 4월 6일에 확인함.

## 같이 보기
- 러시아와 소비에트 연방의 유대인 역사
- 옙첵치야